# Paróquia Nossa Senhora de Fátima (São Carlos)
A Paróquia Nossa Senhora de Fátima (São Carlos) é um templo católico em São Carlos, localizado próximo da entrada do Instituto de Física da USP-São Carlos.
A Paróquia Nossa Senhora de Fátima, foi projetada em 1966, por Gastão de Castro Lima, em estilo moderno. Inaugurada  em 20 de setembro de 1970. Foi desmembrada da Catedral e a padroeira escolhida foi Nossa Senhora de Fátima.